# Krista Audere
Krista Audere (Letland, 1989) is een Letse koordirigent, woonachtig en werkzaam in Nederland. In 2021 ontving ze de Eric Ericson Award, een prestigieuze Zweedse prijs voor koordirigenten.

## Levensloop
Krista Audere werd geboren in Letland. Op zevenjarige leeftijd verhuisde ze met het gezin naar Riga, zodat zij en haar eveneens muzikale zus naar de Kathedrale koorschool van de Dom van Riga konden gaan, een staatsschool voor muzikale talenten. Haar zus Sanda koos voor de richting zang en Audere voor directie. In 2009 behaalde ze hier haar einddiploma. Hierna ging ze koordirectie studeren, en behaalde ze een Bachelor koordirectie aan Jāzeps Vītols Latvian Academy of Music in Riga. Ook studeerde ze aan de Staatliche Hochschule für Musik und Darstellende Kunst in Stuttgart. Nadat ze werd afgewezen bij haar auditie aan de Royal Academy of Music in Londen ging ze in Amsterdam studeren, waar ze in 2016 cum laude haar Master koordirectie behaalde bij Jos Vermunt aan het Conservatorium van Amsterdam.
Naast het dirigeren is Audere ook actief als zangeres. Zij was van 2005 tot 2008 lid van het Letse jongerenkoor 'Kamēr…'.  Ook zong ze van 2010-2012 in het vocaal ensemble Anima Solla en in 2011 in het William Byrd Consort. Vanaf 2011 zong ze regelmatig mee in projecten van het Lets Radiokoor en in 2013 werd ze lid van het Tenso European Chamber Choir. In Nederland nam ze deel aan het project Meesters & Gezellen voor jonge zangers (2014 en 2015).
Reeds tijdens haar studie in Amsterdam kreeg ze zoveel werk als dirigent van amateurkoren dat ze besloot in Nederland te blijven. In 2019 kreeg ze carte blanche om bij het professionele koor Cappella Amsterdam een programma samen te stellen en te dirigeren. Daarna werd ze gevraagd als assistent-dirigent van Cappella Amsterdam en ook van het Nederlands Kamerkoor.
In 2021 won Audere de Eric Ericson Award, een prestigieuze Zweedse prijs voor koordirigenten die iedere drie jaar wordt uitgereikt. Onderdeel van de prijs zijn optredens met de beste Europese omroepkoren, waardoor de winnaar een internationale reputatie op kan bouwen. Hierdoor kon ze de stap maken van het dirigeren van voornamelijk amateurkoren naar professionele koren.
Audere is in Nederland de vaste dirigent van het VU-Kamerkoor, het Utrechtse kamerkoor Venus en het Wageningse Studenten Koor, drie goede amateurkoren. Daarnaast werkt ze regelmatig als gastdirigent met het Nederlands Kamerkoor, het Groot Omroepkoor en Cappella Amsterdam. Vanaf 2024 is ze aangesteld als hoofdvakdocent koordirectie aan het Koninklijk Conservatorium in Den Haag. Ze geeft met enige regelmaat masterclasses en zit in jury's bij muziekconcoursen.
Audere dirigeert in seizoen 2024/2025 het Staatskoor Letland, het Zweeds Radiokoor, het koor van de Beierse omroep, het Deens Nationaal Vocaal Ensemble, het Nationaal Koor van Spanje, het Chamberchoir Ireland, het Rundfunkchor Berlin en het WDR Rundfunkchor Köln. Vanaf 2025 heeft ze een aanstelling als vaste gastdirigent van het Zweeds Radiokoor en in 2028 volgt ze Daniel Reuss op als vaste dirigent van Cappella Amsterdam, het koor waar haar zus Sanda als sopraan in zingt.